# ATSV 슈타들-파우라
ATSV 슈타들-파우라(독일어: Arbeiter-Turn- und Sportverein Stadl-Paura)는 오스트리아의 슈타들-파우라를 연고지로 둔 축구단이다. 2022-23 시즌 기준 ATSV 스타들-파우라는 오스트리아 축구 리그의 4부 리그 격인 오 리가에 소속 되어 있다.